# Едіт Піаф. Життя в кредит
«Едіт Піаф. Життя у кредит» — мюзикл на дві дії, що йшов на сцені Національного академічного драматичного театру імені Івана Франка.
Прем'єра відбулася 23 травня 2008 року. Останню виставу зіграно 19 березня 2021 року.

## Анотація
На сторінці Театру імені Івана Франка зазначено:
| У п’єсі йдеться про «народження» Піаф — співачки. У метафоричній, суто театральній формі пропонується музична оповідь про початок її великої й трагічної долі. Глядачі стануть свідками історії першого кохання і першого тріумфу великої французької співачки. Потраплять в атмосферу французького шансону початку 20-го століття, почують неповторну магнетичну музику, заради якої Едіт Піаф зреклася усіх земних благ, і яка перетворила її на світову легенду. |

## Творчий склад
- Драматург — Юрій Рибчинський
- Композитор — Вікторія Васалатій
- Режисер-постановник — Ігор Афанасьєв
- Сценографія — Валентин Козьменко-Делінде

## Дійові особи та виконавці
- Едіт Піаф — Вікторія Васалатій (дебют на сцені Театру ім. І. Франка), Тетяна Міхіна